# Maszty
Maszty (niem. Masten) – wieś w Polsce położona w województwie warmińsko-mazurskim, w powiecie piskim, w gminie Pisz
W latach 1975–1998 miejscowość administracyjnie należała do województwa suwalskiego.
Do 2002 roku wieś nazywała się Masty. 

## Historia
Wieś powstała w prokuratorii piskiej w ramach kolonizacji Wielkiej Puszczy. Wcześniej był to obszar Galindii. Wieś ziemiańska, dobra służebne w posiadaniu drobnego rycerstwa (tak zwani wolni, "ziemianie" w języku staropolskim), z obowiązkiem służby rycerskiej (zbrojnej).
Osada powstała przed wojną trzynastoletnią (1454-1466). Wieś służebna lokowana przez komtura Zygfryda Flacha von Schwartzburga w 1471 r., na 10 łanach na prawie magdeburskim, z obowiązkiem jednej służby zbrojnej. Przywilej otrzymali: Maciej i Marcin Rogala. Wieś w tym czasie należała do parafii w Piszu.